# Craftbier
Craftbier (Engels: Craft beer, craft = ambacht) is een speciaalbier dat in beperkte hoeveelheden wordt geproduceerd door kleine, onafhankelijke brouwerijen. Dit bier wordt veelal gekenmerkt door een unieke en creatieve smaak, dat wordt bereikt door het gebruik van verschillende soorten hop, mout en gist, evenals de toevoeging van diverse vruchten, kruiden of andere ingrediënten.
De nadruk ligt bij craftbier op kwaliteit, creativiteit en vakmanschap, in tegenstelling tot de massaproductie die kenmerkend is voor grote biermerken. Veel craft-brouwerijen gebruiken traditionele brouwmethoden, maar combineren deze met innovatieve technieken om een breed scala aan smaken te creëren.